# Koko el payaso

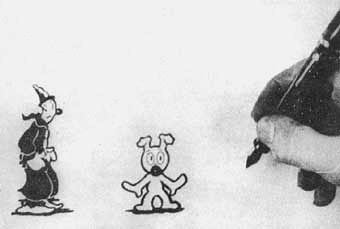
Koko y Fitz en Out of the Inkwell.

Koko the Clown, también conocido como Koko el payaso, fue un personaje animado creado por Max Fleischer. Es motivo de disputa si su nombre se escribe "Koko" o "Ko-Ko" ya que varía en sus películas.

## Historia
Koko fue creado cuando Max Fleischer inventó el rotoscopio, un aparato que permitía un tipo de animación más real, imitando movimientos humanos. Para probar su nueva invención Fleischer fotografió a su hermano, Dave, en un traje de payaso. Luego de delinear y animar el material, Koko había nacido. Usando este aparato, los hermanos Fleischer firmaron un contrato con los estudios de John R. Bray en 1919 para producir su propia serie llamada Out of the Inkwell. Aparte de ocupar el rotoscopio, la serie mostraba una combinación de imágenes reales y animación. La serie mostraban casi siempre a Max Fleischer como un caricaturista que debía vigilar a Koko. Koko siempre se escapaba de Max y vivía alguna aventura o le gastaba una broma a su compañero humano. La serie fue muy exitosa y en 1921, Fleischer Studios fue creado.
A través de los años 1920, el estudio se convirtió en uno de los principales productores de animación con un humor ingenioso y numerosas innovaciones. En 1924, Fleischer decide ir más allá y crea una nueva serie llamada Ko-Ko Song Cartunes (con "The Famous Bouncing Ball"). Estos dibujos animados fueron las primeras películas en usar bandas sonoras (tres años antes que The Jazz Singer y cuatro antes de Steamboat Willie). Lamentablemente, los cortos con sonido no presentaron mucho interés en la época, en parte debido a que algunos cines no estaban equipados con los aparatos necesarios. Los Fleischer no se aventurarían en el sonido hasta 1929, y para ese tiempo, pudieron hacer la transición con tranquilidad.
Finalmente, un nuevo personaje llamado Fitz the Dog (después conocido como Bimbo) fue introducido a la serie. Juntos, Fitz y Koko crearían todo tipo de caos alrededor de Fleischer sin que él descubriera la razón. De esta manera, en 1927 la serie fue renombrada Inkwell Imps. Chemical Ko-Ko (1929) sería el último de estos cortos.
En 1931, Koko fue sacado de su retiro y se convirtió en un personaje regular en la nueva serie Talkartoons junto a las estrellas contemporáneas Betty Boop y Bimbo. Luego que Fleischer fue contratado por Paramount Studios, Koko continuó siendo revivido mediante dibujos animados para televisión a principios de los años 1960. La versión colorizada de Koko también hace un cameo en la escena final de ¿Quién engañó a Roger Rabbit? (1988).